# Lena Kennedy
Lena Kennedy (15 de junho de 1914 - 1 de agosto de 1986), foi uma autora inglesa. Os seus livros enquadravam-se, na sua maioria, no género ficção romântica e histórica, ambientados em East End, Londres, local onde a autora viveu toda a sua vida. Alguns livros, incluindo a sua autobiografia, foram publicados postumamente.

## Biografia
Lena Kennedy cresceu em Hoxton e frequentou a escola de Gospel Street, abandonando os seus estudos aos quatorze anos de idade para trabalhar numa alfaiataria. Era filha de Cornelius Erin Kennedy e Margaret Murphy, ambos imigrantes irlandeses, naturais de Cork. A 13 de abril de 1938, casou-se com Frederick George Smith, com o qual teve dois filhos.
O seu primeiro romance foi publicado quando Lena Kennedy tinha sessenta e quatro anos. Vários dos seus livros tornaram-se best-sellers.

## Obras

### Ficção
- Maggie (1979)
- Autumn Alley (1980)[1]
- Kitty (1981)
- Nelly Kelly (1981)[2]
- Lizzie (1983)[3]
- Lady Penelope (1984)[4]
- Susan (1985)[5]
- Lily, My Lovely (1985)[6]
- Down Our Street (1987)[7]
- Dandelion Seed (1988)
- Eve's Apples (1989)[8]
- The Inn on the Marsh (1989)[9]
- Owen Oliver (1990)[10]
- Kate of Clyve Shore (coleção) (1992)[11]
- Ivy of the Angel (coleção) 1993)[12]
- Queenie's Castle (1994)[13]

### Obras autobiográficas
- Away to the Woods: The Autobiography of Lena Kennedy (1995)[14]